# Tvagning

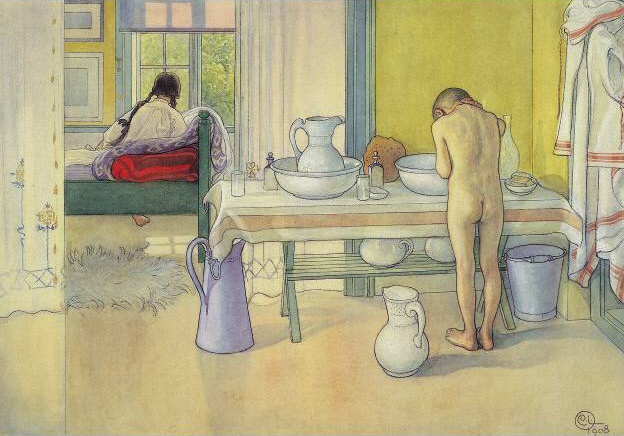
Morgontvagning 1902.

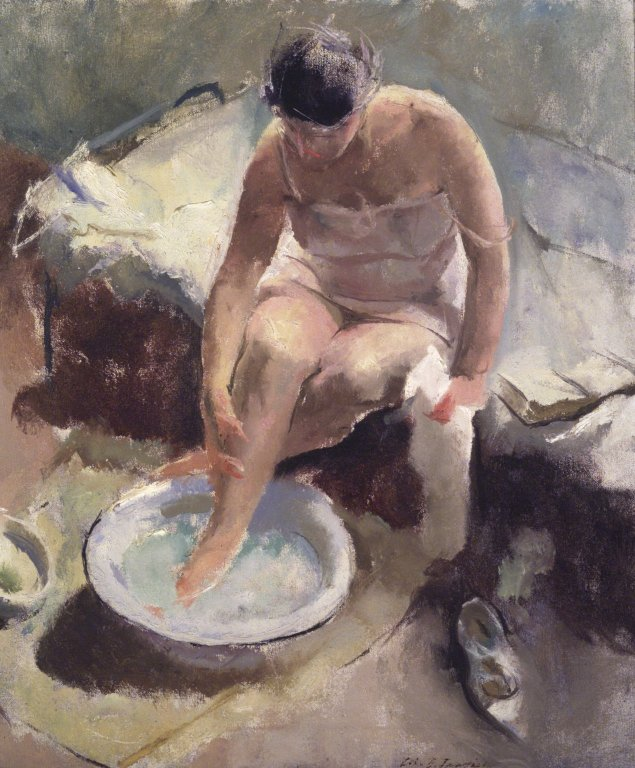
Fottvagning omkring 1920.

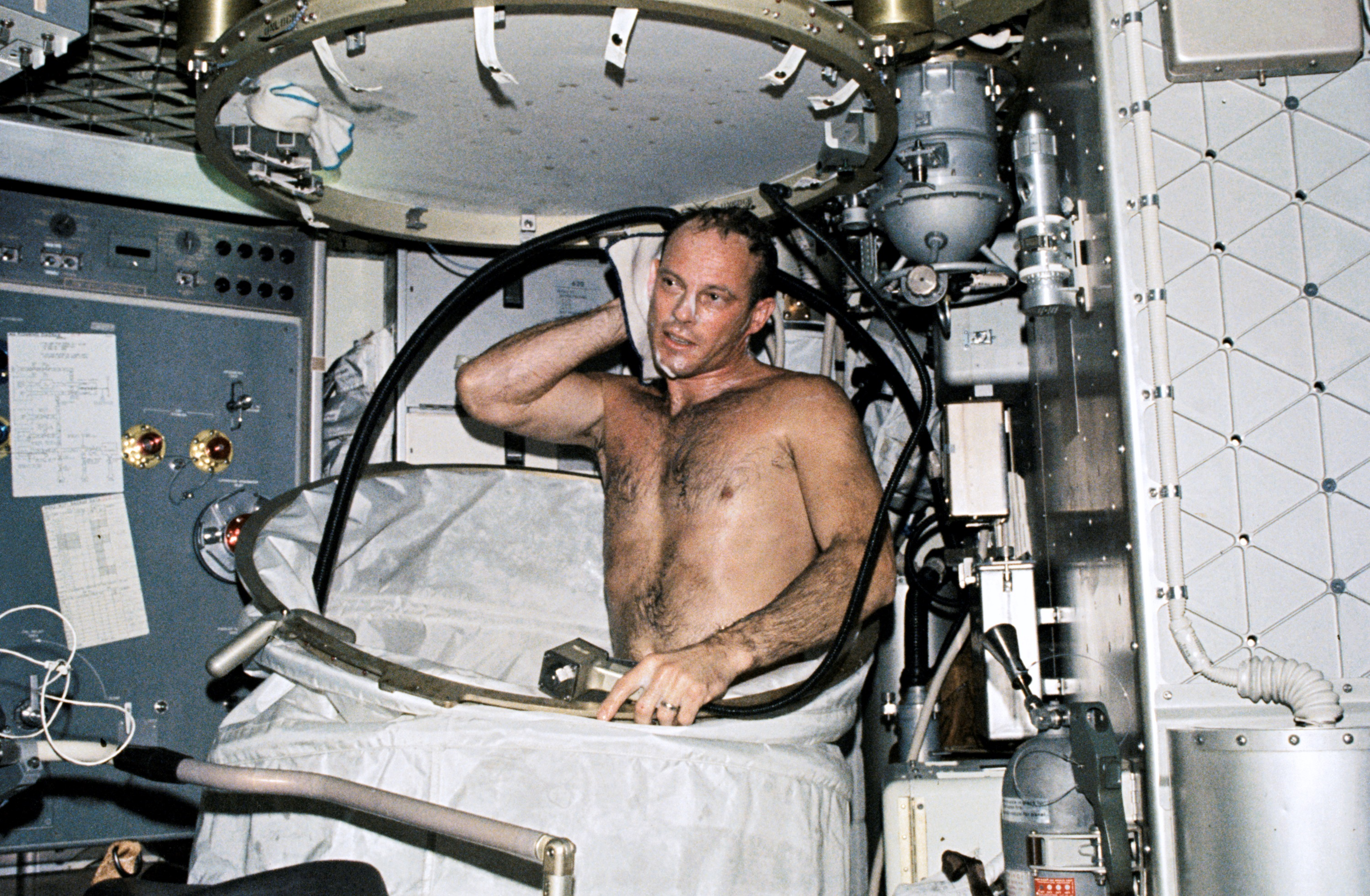
En rymddusch på Skylab.

Tvagning, att tvätta sig, är tvätt av hud och hår som del av personlig hygien, för att få bort smuts, svett och andra kroppsliga utsöndringar.
Några exempel på tvagning är handtvagning, hårtvätt, dusch och bad. Man kan också tvätta kroppen med tvättsvamp.
Vid tvagning använder man oftast tvål och vatten. Man kan också använda hudkräm eller hudlotion för att förhindra uttorkning av huden.